# Michel Mort

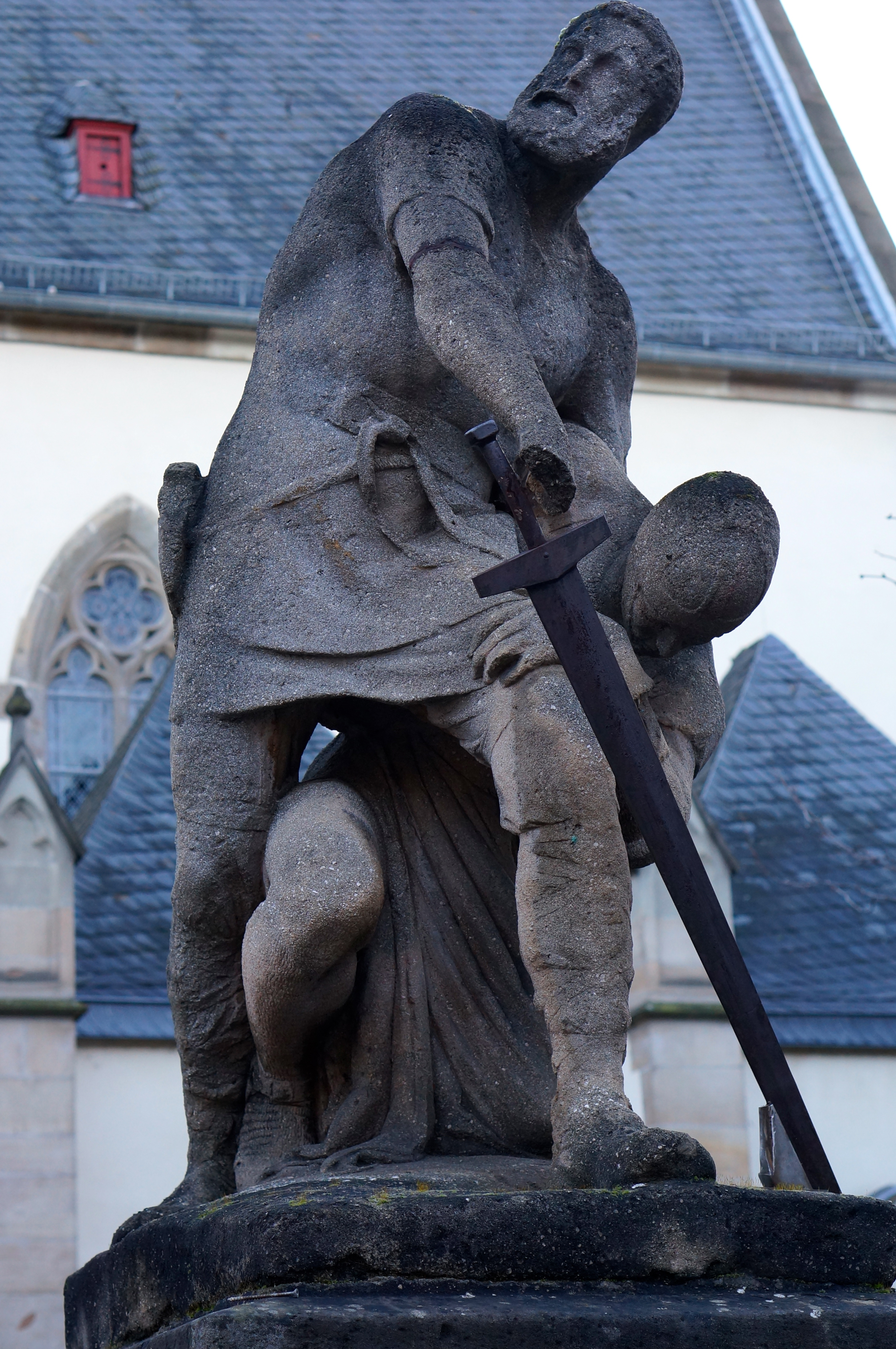
Kopie des Michel-Mort-Denkmals von Robert Cauer dem Jüngeren (Eiermarkt Bad Kreuznach)

Michel Mort ist ein Sagenheld vom Mittelrhein, der Johann I. von Sponheim 1279 in der Schlacht bei Sprendlingen gerettet haben soll. Die Sage wird von Trithemius erzählt.

## Sagen
Auslöser der Schlacht bei Sprendlingen war der 1279 vereinbarte Verkauf der Burg Böckelheim durch Heinrich I. von Sponheim-Bolanden, den Bruder Johanns, an Werner von Eppstein, den Erzbischof vom Mainz, bei dem Heinrich das 1277 in einem Erbvertrag vereinbarte Vorkaufsrecht seines Bruders überging. Johann widersetzte sich dem Verkauf, sagte dem Erzbischof und seinem Bruder Heinrich die Fehde an und wollte die Herausgabe der Burg mit Waffengewalt erzwingen. Bei Sprendlingen kam es zur Schlacht. Trotz zahlreicher Verbündeter drohte Johann die Niederlage und Gefangennahme, als die Kreuznacher Metzgerzunft mit dem riesenhaften Michel Mort an der Spitze den Grafen unter dem Kampfruf „Hie Kreuznach! Mein edler Graf!“ freikämpfte und ihm die Flucht ermöglichte. Michel Mort tötete im Kampf zahlreiche Gegner, wurde aber schließlich tödlich verwundet.
Die Geschichte wird von Johannes Trithemius im Chronicon … monasterii Spanheimensis (1506) in lateinischer Sprache erzählt. Eine frühe deutsche Übertragung stammt aus der 1539 in Straßburg gedruckten Weltchronik des Kaspar Hedio. Dort heißt es:

„In dem iar M.cc.lxxix beschahe die schlacht zwischen Wernhero Erzbischof zů Mentz / und Graf Hansen von Spanheym bey Gentzingen nit weit von Sprenlingen […] und seind auff beyden teylen vil umbkomen […]. Under denen was eyn metziger von Creutzenach / genant Michel Mort / eyn freudig und starck mann / der für seinen herrn den Grafen mannlich gestritten hat / darumb er / wie ein anderer Machabeer / ewiger gedächtnüs bei den nachkommen wirdig ist. Dann als er von den feinden umbgeben was auff allen seiten / hat er so mannlich in sie gehawen / das er alleyn mehr dann xx umbbracht / und mit seinem schwert jm den weg durch die feind gemacht hat. Zů letst ward er auß vile der feind an seinen füssen beschädigt / das er zů boden fiel / da hat er eilends sich erholet / auff den knewen sich beholffen / als er nit gemöcht gar auffkomen / hat onerschrocken umb sich gehawen / und noch fünf erlegt / und vil auß denen die umb jn waren / verwundet. Zů letst […] / ist er herrlich gestorben.“

Auch die Rettung des Grafen Johann von Sponheim schildert Hedio:

„Johannes Graf von Spanheym ist kaum entritten / der hanck an eynem fůß / und als er mit eygner hand tapffer darein schlůg / ist er von den feinden beinach gefangen worden. Das sahe vorgenanter Michel Mort / samt andern metzgern von Creutzenach / hat dest můtiger in die feind gesetzt / und seinen herrn mit seinem eygnen blůt erledigt.“

Eine weitere Sage berichtet von Michel Mort als Leibeigenem Graf Johanns, der ihn „seiner Leibesgestalt und Riesenkraft wegen“ zum Schildknappen  genommen habe. Aufgrund einer Wette seines Herrn habe er bei dessen Hochzeit auf Burg Sayn sieben hochgestellte Gegner im Ringkampf besiegt und sie jeweils kopfunter in einen Sack gesteckt, woraufhin Johann ihn vereinbarungsgemäß zum freien Mann erklärt habe.

## Erinnerungskultur

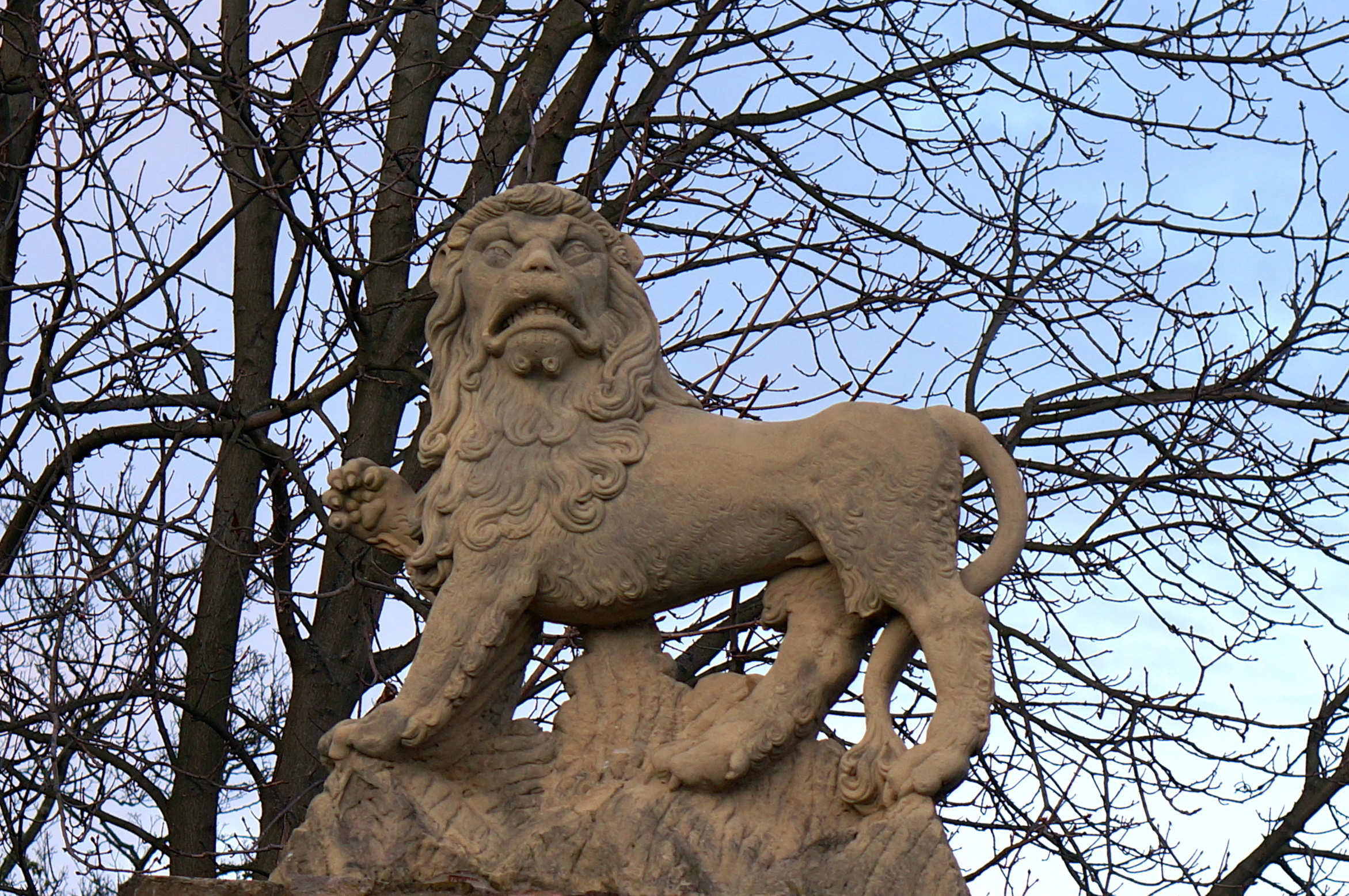
Steinerner Löwe (Kauzenburg)

Die Grafen von Sponheim errichteten vermutlich noch im 13. Jahrhundert am Ort der Schlacht ein Denkmal, das im 18. Jahrhundert verfiel und vergessen wurde. Sein Fundament wurde 1828 beim Bau der Straße von Gau-Bickelheim nach Bingen, der heutigen B 50, zufällig wiederentdeckt. Die Umgebung des Denkmalstandorts trägt die Flurbezeichnung Am Michel Mort. In Sprendlingen wurde 1979 ein neuer Gedenkstein in der Graf-Johann-Straße errichtet.

Michel-Mort-Denkmal, Kauzenburg 1834

Andreas van Recum ließ zu Beginn des 19. Jahrhunderts am Sockel („Fußgestelle“) einer von Schloss Dhaun stammenden steinernen Löwenskulptur, die er bei der Kauzenburg aufstellen ließ, zur Erinnerung am Michel Mort und die Schlacht bei Sprendlingen die Inschrift M[ichel] M[ort] – MCCLXXIX anbringen. Eine „(n)ach der Natur gezeichnet(e)“, im Jahre 1834 veröffentlichte Abbildung bestätigt diese Inschrift auf dem Sockel der Löwenskulptur, der auf der Inschriftenseite zusätzlich ein als Flachrelief ausgeführtes Schwert und einen ebensolchen zweihenkligen Krug zeigt. Der englische Botaniker George Lindley glaubte bei einem Besuch der Burg irrtümlich, „hier sei dem Tode [frz. la mort] ein Denkmal aufgerichtet, den man hier zu Lande scherzweise den deutschen Michel zu nennen beliebt“, und empfahl den Deutschen, sie sollten lieber „diesen liegenden Löwen aufwecken“.
In Bad Kreuznach erinnert ein von Robert Cauer dem Jüngeren entworfenes Denkmal auf dem Eiermarkt in der Neustadt an die Legende. Kaiser Wilhelm II. hatte zu seiner Errichtung 1901 eine „Beisteuer“ von 3.000 Mark aus dem Fonds der Preußischen Landeskunstkommission bewilligt. Das 1902 eingeweihte Original aus Savonnières-Kalkstein wurde durch eine Kopie ersetzt und befindet sich heute im Stadthaus Bad Kreuznach.
Eine für die sogenannte Kriegsnagelung als ein Kriegswahrzeichen des Ersten Weltkriegs errichtete Figur Michel Morts wurde am 15. August 1915 im Kurpark der Stadt von Pfarrer Menzel eingeweiht. Eine „reiche Anzahl“ goldener und silberner Nägel (à 50 bzw. 5 Mark) waren bereits gestiftet worden, eiserne zu einer Mark seien nach der Weihe „sofort in Menge“ eingeschlagen worden.
In Bad Kreuznach und in Sprendlingen wurden Straßen nach Michel Mort benannt, die Bad Kreuznacher Michel-Mort-Gasse ist eine Nebenstraße der Metzgerstraße, die Sprendlinger Michel-Mort-Straße verläuft am Rande des historischen Schlachtfelds.

## Literarische Rezeption
Die Erzählung Michel Mort der Kreuznacher: eine romantische Ausstellung aus der vaterländischen Geschichte mit historischen Farben gezeichnet von Christoph Sigismund Grüner erschien 1805. Angeregt von den Planungen für das in Bad Kreuznach geplante Mort-Denkmal führte Otto Gros historische Studien über Michel Mort durch und verwertete diese in seiner 1902 erschienenen Erzählung der Sage mit dem Titel Michel Mort. Historische Erzählung.